# Biard
Biard település Franciaországban, Vienne megyében. Lakosainak száma 1908 fő (2022. január 1.). Biard Poitiers és Vouneuil-sous-Biard községekkel határos.

## Népesség
A település népességének változása:
| Lakosok száma | 1715 | 1740 | 1814 | 1751 | 1802 | 1832 | 1860 | 1884 | 1908 |
|               | 2013 | 2015 | 2016 | 2017 | 2018 | 2019 | 2020 | 2021 | 2022 |